# Даниел фон Валдек
Даниел фон Валдек (на немски: Daniel von Waldeck) от Дом Валдек е граф на Валдек-Вилдунген (1574 – 1577).

## Биография
Роден е на 1 август 1530 година. Той е син на граф Филип IV (1493 – 1574) и първата му съпруга Маргарета от Източна Фризия (1500 – 1537).
Родителите му са калвинисти. Даниел става католик и през 1550 г. е каноник в Страсбург. Той се отказва от тази служба и влиза във френската войска. След смъртта на баща му той наследява замък Валдек, половин Валдек и град Наумбург.
На 4 април 1567 г. той носи при погребението ковчега на ландграф Филип I фон Хесен. Вероятно тогава се запознава с неговата дъщеря Барбара фон Хесен (1536 – 1597), вдовица на граф Георг I фон Вюртемберг-Монбеляр (1498 – 1558). Двамата се женят на 11 ноември 1568 г. в Касел. Бракът е бездетен.
Даниел умира на 7 юни 1577 година във Валдек на 46-годишна възраст. Погребан е в манастир Мариентал в Нетце, днес във Валдек. Негов наследник става брат му Хайнрих IX, който умира след четири месеца, на 3 октомври същата година.
Барбара фон Хесен живее още 20 години и получава като вдовица половин Валдек.